# Hopak
Hopak (ukrainsk: Гопа́к, [ɦoˈpɑk]?), også omtalt som gopak eller kosakdans, er en ukrainsk dans. Den opføres som oftest som en enkeltstående koncertdans af enten professionelle ensembler eller amatørensembler. Dansen er også blevet indarbejdet i større kunstneriske værker såsom operaer og balletter. Hopak omtales ofte som Ukraines nationaldans.

## Etymology
Navnet hopak er afledt af udsagnsordet hopaty (ukrainsk: гопати), der betyder "at hoppe", såvel som det tilsvarende udtryk i bydeform hop! (ukrainsk: гоп), der kan siges under et hop i dansen som udtryk for overraskelse eller forbløffelse.